# Daanosaurus
Daanosaurus là một chi khủng long, được Ye Gao Y. & Jiang S. mô tả khoa học năm 2005.